# Oxicodonă
Oxicodona este un analgezic opioid semi-sintetic derivat de tebaină, fiind utilizat în tratamentul durerilor severe. Calea de administrare disponibilă este orală, formele uzuale fiind cele cu eliberate prelungită.
Oxicodona este un agonist al receptorilor opioizi μ. Pe cale orală, are un efect de aproximativ 1,5 ori mai mare decât morfina, pentru o masă echivalentă de substanță.
Substanța a fost dezvoltată în Germania în 1916. Este disponibilă sub formă de medicament generic.